# Nuda fra le tigri
Nuda fra le tigri (Geliebte Bestie) è un film del 1959 diretto da Arthur Maria Robenalt.

## Trama
Beatrice, orfana di un famoso clown, vorrebbe lavorare in un circo, dove incontra Rudi, un domatore di animali. Rudi è anche un uomo molto attraente e Beatrice lo corteggia, come tante altre, con la speranza di potersi esibire con lui nella gabbia delle tigri, ma lui non la prende sul serio e il giorno dopo, quando il direttore Lanzheim lo congeda dopo avergli negato il contratto, va via senza neanche salutarla.
Beatrice è offesa, ma ritrova l'entusiasmo quando il direttore le offre l'occasione di danzare nella gabbia delle tigri con il domatore Cavalli. Contro ogni previsione, i biglietti vanno esauriti in ogni città e «La belle Béatrice» diventa una celebrità. La carriera del domatore ha però una brusca interruzione quando viene aggredito da una tigre irritata. Anche Beatrice sta per essere aggredita ma Cameron, un abile tiratore, la salva sparando alla tigre.
Il numero deve essere cancellato, ma Beatrice, per gratitudine verso Cameron, si offre come sua assistente e sceglie di rischiare tutte le sere forse più di prima, facendosi strappare la sigaretta dalla bocca e facendo cadere un indumento alla volta a colpi di proiettili sparati da lui. Cameron ne è segretamente innamorato e tenta di legarla a sé con un lungo contratto, ma Beatrice rifiuta: nel circo circola la voce che Cameron abbia ferito mortalmente la sua partner precedente durante uno spettacolo, solo perché voleva tornare dal marito, il clown musicale Dody.
Intanto si rifà vivo Rudi, che prenderà il posto di Cavalli. Insieme a lui si unisce alla compagnia Dody, disperato per la vita infelice e afflitto dall'alcool. L'incontro tra Rudi e Beatrice è un po' freddo, ma lui si mostra pentito per averla ingannata; dal canto suo, la ballerina ammira il domatore per il modo in cui si è preso cura del triste clown. Rudi progetta un numero formidabile con lei, la sua unica preoccupazione è che improvvisamente gli animali sembrano non voler più essere addomesticati. La spiegazione è la gelosia di Cameron che, avendo visto nascere l'amore tra i due, da qualche tempo manda di notte Taula, la sua assistente, a rendere le tigri irrequiete con la cocaina e spera in questo modo di separare la coppia. Tuttavia, il domatore scopre le malvage intenzioni di Cameron e Dody lo smaschera davanti al pubblico. Cameron, per evitare la punizione, sceglie il suicidio e Beatrice potrà unirsi a Rudi.

## Produzione
Il film è basato sul romanzo Männer müssen so sein (Gli uomini devono essere così) di Heinrich Seiler. L'opera era già stata trasposta per il cinema con questo titolo nel 1939, con Hertha Feiler e Hans Söhnker nei ruoli principali. Nel nuovo adattamento cinematografico fu ingaggiata Margit Nünke, da poco eletta Miss Germania e divenuta celebre per le sue doti di ballerina e cantante. Il film debuttò il 18 febbraio 1959.